# Новоквасниковское сельское поселение
Новокваснико́вское се́льское поселе́ние — муниципальное образование в составе Старополтавского района Волгоградской области.
Административный центр — село Новая Квасниковка.

## История
Новоквасниковское сельское поселение образовано 17 января 2005 года в соответствии с Законом Волгоградской области № 991-ОД.

## Население
| 2010 | 2012 | 2013 | 2014 | 2015 | 2016 | 2017 |
| ---- | ---- | ---- | ---- | ---- | ---- | ---- |
| 659  | ↘643 | ↘627 | ↘612 | ↗614 | ↘608 | ↘597 |
| 2018 | 2019 | 2020 | 2021 |      |      |      |
| ↘581 | ↘577 | ↘555 | ↗570 |      |      |      |

## Состав сельского поселения
| № | Населённый пункт  | Тип населённого пункта       | Население |
| - | ----------------- | ---------------------------- | --------- |
| 1 | Кожушкино         | село                         | 56        |
| 2 | Новая Квасниковка | село, административный центр | 603       |
| 3 | Степанчуки        | хутор                        | 0         |